# ATP Challenger Zell am See
Das ATP Challenger Zell am See (offiziell: Zell am See Challenger) war ein Tennisturnier, das von 1979 bis 1981 jährlich in Zell am See, Österreich, stattfand. Es gehörte zur ATP Challenger Tour und wurde im Freien auf Sand gespielt.

## Liste der Sieger

### Einzel
| Jahr | Sieger         | Finalgegner       | Ergebnis           |
| ---- | -------------- | ----------------- | ------------------ |
| 1981 | Fernando Luna  | Jiří Hřebec       | 6:4, 6:2           |
| 1980 | Peter McNamara | Chris Lewis       | 6:4, 6:1, 7:5      |
| 1979 | Carlos Kirmayr | José Luis Damiani | 6:7, 6:3, 6:4, 6:2 |

### Doppel
| Jahr | Sieger                         | Finalgegner                   | Ergebnis           |
| ---- | ------------------------------ | ----------------------------- | ------------------ |
| 1981 | Ricardo Acuña Ramiro Benavides | Wayne Hampson Chris Johnstone | 6:7, 7:6, 7:6, 7:5 |
| 1980 | Jiří Hřebec Pavel Huťka        | Wayne Pascoe Dave Siegler     | 3:6, 7:5, 7:6, 6:2 |
| 1979 | Paul Kronk Peter McNamara      | David Carter Billy Martin     | 2:6, 6:0, 6:3      |